# Demandolx
Demandolx ist eine französische Gemeinde mit 111 Einwohnern (Stand 1. Januar 2022) im Département Alpes-de-Haute-Provence in der Region Provence-Alpes-Côte d’Azur. Sie gehört zum Arrondissement Castellane und zum Kanton Castellane.

## Geografie
Der Fluss Verdon und sein Stausee Lac de Castillon bilden die westliche Gemeindegrenze. Rund 20 Hektar der Gemeindegemarkung sind bewaldet.
Die angrenzenden Gemeinden sind Saint-Julien-du-Verdon im Nordwesten, Vergons im Nordosten, Soleilhas im Osten, Peyroules (Berührungspunkt) im Südosten, La Garde im Süden und Castellane im Westen.

## Bevölkerungsentwicklung
| Jahr      | 1962 | 1968 | 1975 | 1982 | 1990 | 1999 | 2006 | 2016 |
| --------- | ---- | ---- | ---- | ---- | ---- | ---- | ---- | ---- |
| Einwohner | 95   | 91   | 83   | 72   | 95   | 94   | 125  | 135  |